# Microlophus stolzmanni
Microlophus stolzmanni är en ödleart som beskrevs av  Franz Steindachner 1891. Microlophus stolzmanni ingår i släktet Microlophus och familjen Tropiduridae. IUCN kategoriserar arten globalt som livskraftig. Inga underarter finns listade i Catalogue of Life.